# بدر الديب
بدر الديب حب الله الديب (ق. 1920 - 2005) كاتب قصصي وروائي وشاعر ومترجم مصري. ولد بالقاهرة، تخرج في جامعة القاهرة بقسم الفلسفة سنة 1946، وتابع دروسه في جامعة «السوربون»، ثم في جامعة «كولومبيا». رأس تحرير جريدة «المساء» بين 1967- 1986. تنقل بين عدة مناصب ثقافية. كتب في القصة والرواية والشعر والمسرح والسيرة الذاتية.

## سيرته
ولد بدر الديب حب الله الديب حوالي 1920 أو يقال 1926 بجزيرة بدران بحي شبرا في القاهرة. شقيقه هو علاء الديب. نشأ عصاميًا وتكون نفسه من التراث العربي شعرًا ونثرًا. لعب التصوف دورًا هامًا في حياته،‌ وأثرت الفلسفة تأثيرًا حاسمًا عليه. ثم درس علم الجمال.

تخرج في قسم الفلسفة كلية الآداب جامعة القاهرة سنة 1946، ودرس لمدة عام علم الجمال في جامعة السوربون 1948، ثم درس في جامعة كولومبيا علم المكتبات فحصل على درجة الماجستير في علوم المكتبات 1953، ودرجة مهنية للتأهيل للدكتوراه في علوم المكتبات يناير 1960.

عمل خبيرًا لدى اليونسكو في التوثيق التربوي وخبيرًا للأمم المتحدة، وأستاذ غير متفرغ لتدريس تاريخ المسرح والنقد المسرحي بمعهد الفنون المسرحية، ورأس تحرير جريدة «المساء» القاهرية بين 1967- 1986.
توفي بدر الديب سنة 2005.

## في الأدب
نشر ثلاث قصص طويلة ورواية قصيرة بعنوان «حديث شخصي» سنة 1982 ووصفهم بـ«أربع تنويعات». في روايته القصيرة «أوراق زمردة أيوب»، تجلَّى إيمان بدر الديب « بالكتابة كوسيلة للخلاص، بالنسبة لزمردة كانت محاولة للخلاص من الشرير.»  في «جروح الروح»، كتب عن وثائق النفس التي كان ممكناً أن تعينه في الحديث عن نفسه. ومجموعته «إجازة تفرغ» عدها النقاد «إحدى دُرر الرواية العربية».

## مؤلفاته
- «حديث شخصي: أربع تنويعات»، قصص، 1982 (ردمك 9789776467170)
- «إعادة حكاية حاسب الدين كريم وملكة الحيّات: وراء الكينونة»، رواية، 1990
- «إجازة تفرّغ»، قصص، 1990 (ردمك 9789776467163)
- «أوراق زمردة أيوب»، رواية قصيرة

من مسرحياته:
- «الدم والانفصال»، 1993

من شعره:
- «تلال وغروب: مقطوعات في الدين والحب والسياسة»، 1998
- «الصين والطلسم»، 1988

من ترجماته:
- «في قبضة الثلوم»، لاوبيت ديفز، مسرحية، 1979
- «الكوميدية الإنسانية»، لهنونوره دي بلزاك، 1979
- «ما حدث وأخذ منها حاجة»، جورج س. كوفمان، 1958
- «الموت والوجود»، جيمس ب. كارس، 1998
- «العاصفة»، إيان هاملتون، 1998
- «موت الأدب»، ألفين كرنان، 2000

ومن مقالاته:
- «كتاب حرف الـ«ج»، 1988
- «أقسام وعزائم»، 1990
- «المستحيل والقيمة»، 1998

وله أيضًا:
- «جروح الروح ؛ شذرات من السيرة»، 2011 (ردمك 9789957094478)

ونشرت له:
- «الأعمال الكاملة بدر الديب (الروايات)»، 2010 (ردمك 9789777041263)
- «الأعمال الكاملة بدر الديب (الشعر)»، 2010 (ردمك 9789777041263)